# Nerine gaberonensis
Nerine gaberonensis là một loài thực vật có hoa trong họ Amaryllidaceae. Loài này được Bremek. & Oberm. mô tả khoa học đầu tiên năm 1935.